# Oliver Schröm
Oliver Schröm (né en 1964), est un journaliste d'investigation allemand responsable de l'équipe d'investigation du magazine Stern.

## Biographie
En 1995, il révèle les liens du politicien autrichien d'extrême-droite Jörg Haider avec les Nazis, ce qui l'empêche d'accéder au poste de vice-chancelier.
En 2007, il révèle avec un collègue que le gouvernement allemand a laissé sciemment un citoyen allemand, Murat Kurnaz, être détenu dans le camp de Guantánamo.
De janvier 2018 à octobre 2019, il est rédacteur en chef de Correctiv et est poursuivi par la justice au nom du secret des affaires pour ses révélations dans le cadre des CumEx Files,.